# Yaqoub Al Hosani
Yaqoub Al Hosani (Arabic:يعقوب الحوسني) (sinh ngày 1 tháng 6 năm 1987) là một cầu thủ bóng đá người Các Tiểu vương quốc Ả Rập Thống nhất. Hiện tại anh thi đấu cho Al Jazira.